# لوچیلا بواری
لوچیلا بواری (ایتالیایی: Lucilla Boari؛ زادهٔ ۲۴ مارس ۱۹۹۷)  کماندار زن اهل ایتالیا است.
وی در مسابقات کشوری و بین‌المللی در مجموع برندهٔ ۱ مدال طلا، ۱ مدال نقره، ۱ مدال برنز شده‌است.